# Esarcato arcivescovile di Crimea
L'esarcato arcivescovile di Crimea è una sede della Chiesa greco-cattolica ucraina immediatamente soggetta all'arcivescovo maggiore di Kiev-Halyč. Nel 2022 contava 1.380 battezzati. La sede è vacante.

## Territorio
L'esarcato arcivescovile comprende la penisola di Crimea.
Sede dell'esarcato è la città di Simferopoli, dove funge da cattedrale la chiesa di San Giosafat.
Il territorio è suddiviso in 6 parrocchie.

## Storia
L'esarcato arcivescovile di Crimea è stato eretto il 13 febbraio 2014, ricavandone il territorio dall'esarcato arcivescovile di Odessa-Crimea, che contestualmente ha assunto il nome di esarcato arcivescovile di Odessa.
Nello stesso periodo dell'erezione dell'esarcato arcivescovile ci fu l'annessione della Crimea alla Russia tramite un referendum, che ne sancì il definitivo distacco dall'Ucraina. Questo portò alla fuga di molti ucraini, tra cui anche i fedeli greco-cattolici. Nel 2020 la comunità greco-cattolica ucraina comprendeva poco più di un migliaio di fedeli, a fronte dei 24 mila stimati al momento dell'erezione della circoscrizione ecclesiastica.
Inoltre, l'applicazione della legislazione russa in Crimea, ha imposto una nuova registrazione, agli effetti civili, di tutti gli enti ecclesiastici della Chiesa greco-cattolica ucraina in Crimea, a cui è stato impedito l'utilizzo delle espressioni "ucraino" e "greco-cattolico". Dopo consultazioni con la Santa Sede, le parrocchie dell'esarcato sono state registrate ufficialmente come chiese cattoliche di rito bizantino; la stessa cosa per il riconoscimento statale dell'esarcato.

## Cronotassi degli esarchi
Si omettono i periodi di sede vacante non superiori ai 2 anni o non storicamente accertati.
Al momento non è stato ancora nominato il primo esarca.
- Mychajlo Bubnij, C.SS.R. dal 13 febbraio 2014 (amministratore arcivescovile)

## Statistiche
L'esarcato arcivescovile nel 2022 contava 1.380 battezzati.
| anno | popolazione | popolazione | popolazione | presbiteri | presbiteri | presbiteri | presbiteri                | diaconi | religiosi | religiosi | parrocchie |
| anno | battezzati  | totale      | %           | numero     | secolari   | regolari   | battezzati per presbitero | diaconi | uomini    | donne     | parrocchie |
| ---- | ----------- | ----------- | ----------- | ---------- | ---------- | ---------- | ------------------------- | ------- | --------- | --------- | ---------- |
| 2014 | 24.074      | ?           | ?           | 5          | 1          | 6          | 4.012                     |         |           |           | 11         |
| 2018 | 2.000       | ?           | ?           | 2          | 1          | 1          | 1.000                     | 1       | 1         | 2         | 12         |
| 2020 | 1.390       | ?           | ?           | 8          | 2          | 6          | 173                       | 1       | 6         | 2         | 6          |
| 2022 | 1.380       | ?           | ?           | 8          | 2          | 6          | 172                       | 1       | 6         | 2         | 6          |